# Phobolosia
Phobolosia là một chi bướm đêm thuộc họ Erebidae.

## Loài
- Phobolosia admirabilis Schaus, 1914
- Phobolosia anfracta H. Edwards, 1881
- Phobolosia argentifera Hampson, 1918
- Phobolosia atrifrons Schaus, 1914
- Phobolosia aurilinea Schaus, 1912
- Phobolosia medialis Hampson, 1918
- Phobolosia micralis Hampson, 1918
- Phobolosia mydronotum Dyar, 1914

Các loài trước đây
- Phobolosia duomaculata Barnes & Benjamin, 1925